# Styggforsen
Styggforsen este o arie protejată (arie specială de conservare — SAC, sit de importanță comunitară — SCI) din Suedia întinsă pe o suprafață de 12,4 ha, integral pe uscat.

## Localizare
Centrul sitului Styggforsen este situat la coordonatele 61°00′23″N 15°11′27″E / 61.0063°N 15.1908°E.

## Înființare
Situl Styggforsen a fost declarat sit de importanță comunitară în decembrie 1995 pentru a proteja 2 specii de plante. Situl a fost protejat și ca arie specială de conservare în martie 2011.

## Biodiversitate
Situată în ecoregiunea boreală, aria protejată conține 3 habitate naturale: Păduri fino-scandinave bogate în ierburi cu Picea abies, Pante stâncoase calcaroase cu vegetație casmofită, Taiga vestică.
La baza desemnării sitului se află mai multe specii protejate de  plante (2): Buxbaumia viridis, Cynodontium suecicum.